# Fürstenfeld
Fürstenfeld (węg. Fölöstöm) – miasto w Austrii, w kraju związkowym Styrii, w powiecie Hartberg-Fürstenfeld. Do 31 grudnia 2012 siedziba powiatu Fürstenfeld.

## Współpraca
Miejscowości partnerskie:
- Aindling, Niemcy
- Körmend, Węgry
- Vișeu de Sus, Rumunia
- Zug, Szwajcaria